# Cetate (Dolj)
Cetate è un comune della Romania di 5 666 abitanti, ubicato nel distretto di Dolj, nella regione storica dell'Oltenia.
Il comune è formato dall'unione di 2 villaggi: Cetate e Moreni.